# Witold Rother
Witold Rother (* 24. Mai 1888 in Landsberg an der Warthe; † 27. Oktober 1962 in Hameln) war ein deutscher Vizeadmiral im Zweiten Weltkrieg.

## Leben
Rother trat am 1. April 1905 als Seekadett in die Kaiserliche Marine ein und absolvierte seine Grundausbildung auf der Kreuzerfregatte Stein. Anschließend kam er an die Marineschule Mürwik, wo er am 7. April 1906 zum Fähnrich zur See ernannt wurde. Vom 1. Oktober 1901 bis 14. September 1910 folgte Dienst an Bord der Linienschiffe Hessen und Nassau. Am 28. September 1908 wurde er zum Leutnant zur See befördert. Zwei Jahre lang gehörte Rother dann der II. Torpedo-Division als Kompanieoffizier an; in dieser Zeit wurde er wiederholt auch als Wachoffizier auf dem Torpedoboot V 185 eingesetzt. Am 5. September 1911 erfolgte seine Beförderung zum Oberleutnant zur See. Am  1. Oktober 1912 wurde er zur Minenabteilung versetzt, wo er als Kommandant der Torpedoboote S 74 und S 79 diente.
Bei Ausbruch des Ersten Weltkriegs kommandierte er das im September umbenannte Torpedoboot T 79 (ex S 79), welches als Minensuchboot diente.  Am 24. April 1916 wurde er zum Kapitänleutnant befördert. Vom 1. Oktober 1916 bis über das Ende des Krieges hinaus war Rother Chef der 11. Minensuchhalbflottille. Aus dem Verband wurde die 11. Nordsee-Minensuchhalbflottille, später die 11. Halbflottille gebildet, als deren Chef er bis 24. September 1921 fungierte. Anschließend war er bis zum 26. September 1923 2. Admiralstabsoffizier im Stab des Befehlshabers der Seestreitkräfte der Nordsee. Als Referent erfolgte dann seine Versetzung in die Inspektion des Torpedo- und Minenwesens sowie die Beförderung zum Korvettenkapitän am 1. Januar 1925. Vom 29. September 1926 bis 25. September 1928 diente Rother als Erster Offizier auf dem Kleinen Kreuzer Amazone. Die folgenden drei Jahre verbrachte er als Sperrwaffenreferent in der Marinewaffenabteilung (B W) der Marineleitung. In dieser Funktion wurde er am 1. Januar 1930 Fregattenkapitän. Vom 28. September 1931 bis 20. Mai 1937 war Rother Kommandeur des Sperrversuchskommandos in Kiel. In dieser Zeit erfolgten die Beförderungen zum Kapitän zur See am 1. April 1932 und zum Konteradmiral am 1. Januar 1937.
Am 21. Mai 1937 erfolgte seine Ernennung zum Inspekteur der Sperrwaffeninspektion. Kurzzeitig war er im August 1937 zugleich auch mit der Vertretung des 2. Admirals der Marinestation der Ostsee beauftragt. Rother verblieb nach dem Beginn des Zweiten Weltkriegs auf seinem Posten und wurde am 1. November 1939 zum Vizeadmiral befördert. Am 31. August 1942 wurde er aus dem aktiven Dienst verabschiedet, aber bereits am nächsten Tag zur Verfügung der Kriegsmarine gestellt und als z.V.-Offizier weiterverwendet. Als solcher war Rother ab 19. Oktober 1942 als Oberwerftdirektor bzw. Werftkommandant an der Kriegsmarinewerft St. Nazaire tätig. Nach der bedingungslosen Kapitulation der Wehrmacht kam Rother in US-amerikanische Kriegsgefangenschaft, aus der er am 26. Juli 1947 entlassen wurde.

## Auszeichnungen
- Eisernes Kreuz (1914) II. und I. Klasse[1]
- Ritterkreuz des Königlichen Hausordens von Hohenzollern mit Schwertern[1]
- Hanseatenkreuz Hamburg[1]
- Kriegsverdienstkreuz (1939) II. und I. Klasse mit Schwertern
- Deutsches Kreuz in Silber am 22. September 1942[2]